# Cyrtotria capucina
Cyrtotria capucina är en kackerlacksart som först beskrevs av Gerstaecker 1869.  Cyrtotria capucina ingår i släktet Cyrtotria och familjen jättekackerlackor. Inga underarter finns listade i Catalogue of Life.